# Huanren
Huanren (en chino, 桓仁; pinyin, Huánrén, en manchú: ᡥᡠᠸᠠᠨᡵᡝᠨ, romanizado: Huwanren) es un condado autónomo bajo la administración directa de la Prefectura Benxi. Se ubica en la provincia de Liaoning , noreste de la República Popular China . Su área es de 3552 km² y su población total para 2010 superó los 300 mil habitantes.

## Administración
El condado autónomo de Huanren se divide en 13 pueblos que se administran en 9 poblados y 4 villas:
Poblados:
- Huanren (桓仁镇)
- Gucheng (古城镇)
- Erpengdianzi (二棚甸子镇)
- Shajianzi (沙尖子镇)
- Wulidianzi (五里甸子镇)
- Hualai (华来镇)
- Muyuzi (木盂子镇)
- Balidianzi (八里甸子镇)
- Pulebao (普乐堡朝鲜族镇)

Villas:
- Xiangyang (向阳乡)
- Yahe (雅河朝鲜族乡)
- Heigou (黑沟乡)
- Beidianzi (北甸子乡)

## Toponimia
llamada originalmente Huairen [/Juái-Ren/],  era el nombre de la capital del Reino Balhae. Según los registros, el condado Huairen se estableció durante la dinastía Qing (1877). Posteriormente, debido a que tenía el mismo nombre que el condado Huairen de la provincia de Shanxi, pasó a llamarse Huanren [/Juán-Ren/] en 1914.
Como las otras regiones autónomas, se caracteriza por estar asociada a un grupo étnico minoritario, en este caso, los manchúes. La región recibió la condición de "autónomo" cuando se estableció el Condado autónomo manchú de Huanren en septiembre de 1989.

## Historia
Huanrén se estableció en 1877 y se organizó como condado autónomo en 1989 después de la aprobación del concejo de estado y como capital o sede de gobierno local el poblado de Huanren. 
Las principales etnias que la habitan son Manchu, Han, Hui y coreana.

## Clima
| Parámetros climáticos promedio de Huanren (1971–2000) | Parámetros climáticos promedio de Huanren (1971–2000) | Parámetros climáticos promedio de Huanren (1971–2000) | Parámetros climáticos promedio de Huanren (1971–2000) | Parámetros climáticos promedio de Huanren (1971–2000) | Parámetros climáticos promedio de Huanren (1971–2000) | Parámetros climáticos promedio de Huanren (1971–2000) | Parámetros climáticos promedio de Huanren (1971–2000) | Parámetros climáticos promedio de Huanren (1971–2000) | Parámetros climáticos promedio de Huanren (1971–2000) | Parámetros climáticos promedio de Huanren (1971–2000) | Parámetros climáticos promedio de Huanren (1971–2000) | Parámetros climáticos promedio de Huanren (1971–2000) | Parámetros climáticos promedio de Huanren (1971–2000) |
| Mes                                                   | Ene.                                                  | Feb.                                                  | Mar.                                                  | Abr.                                                  | May.                                                  | Jun.                                                  | Jul.                                                  | Ago.                                                  | Sep.                                                  | Oct.                                                  | Nov.                                                  | Dic.                                                  | Anual                                                 |
| ----------------------------------------------------- | ----------------------------------------------------- | ----------------------------------------------------- | ----------------------------------------------------- | ----------------------------------------------------- | ----------------------------------------------------- | ----------------------------------------------------- | ----------------------------------------------------- | ----------------------------------------------------- | ----------------------------------------------------- | ----------------------------------------------------- | ----------------------------------------------------- | ----------------------------------------------------- | ----------------------------------------------------- |
| Temp. máx. media (°C)                                 | −5.7                                                  | −1.5                                                  | 6.0                                                   | 15.6                                                  | 21.7                                                  | 26.6                                                  | 27.7                                                  | 27.5                                                  | 22.2                                                  | 15.2                                                  | 5.1                                                   | −2.9                                                  | 13.1                                                  |
| Temp. mín. media (°C)                                 | −18.3                                                 | −14.2                                                 | −5.4                                                  | 2.5                                                   | 8.9                                                   | 14.7                                                  | 19.0                                                  | 17.9                                                  | 10.2                                                  | 2.5                                                   | −5.2                                                  | −13.8                                                 | 1.6                                                   |
| Precipitación total (mm)                              | 6.3                                                   | 7.3                                                   | 12.8                                                  | 40.6                                                  | 62.5                                                  | 111.5                                                 | 210.0                                                 | 210.0                                                 | 76.2                                                  | 44.4                                                  | 24.0                                                  | 8.9                                                   | 814.5                                                 |
| Días de precipitaciones (≥ 0.1 mm)                    | 4.7                                                   | 4.6                                                   | 5.7                                                   | 9.2                                                   | 11.7                                                  | 13.1                                                  | 16.0                                                  | 13.5                                                  | 10.1                                                  | 7.7                                                   | 7.2                                                   | 5.5                                                   | 109.0                                                 |
| Fuente: Weather China                                 |                                                       |                                                       |                                                       |                                                       |                                                       |                                                       |                                                       |                                                       |                                                       |                                                       |                                                       |                                                       |                                                       |